# Synophis
Synophis is een geslacht van slangen uit de familie toornslangachtigen (Colubridae) en de onderfamilie Dipsadinae.

## Naam en indeling
De wetenschappelijke naam van de groep werd voor het eerst voorgesteld door Mario Giacinto Peracca in 1896. Er zijn negen verschillende soorten, waarvan er vier pas in 2015 wetenschappelijk zijn beschreven en de soort Synophis niceforomariae is pas sinds 2016 bekend.

## Verspreiding en habitat
Alle soorten komen voor in delen van Zuid-Amerika en leven in de landen Colombia, Ecuador en Peru. De habitat bestaat uit vochtige tropische en subtropische berg- en laaglandbossen. Ook in door de mens aangepaste streken zoals weilanden kunnen de dieren worden aangetroffen.

## Beschermingsstatus
Door de internationale natuurbeschermingsorganisatie IUCN is aan vier soorten een beschermingsstatus toegewezen. Twee soorten worden beschouwd als 'onzeker' (Data Deficient of DD) en een als 'bedreigd' (Endangered of EN). De soort Synophis plectovertebralis ten slotte staat te boek als 'ernstig bedreigd' (Critically Endangered of CR).

## Soorten
Het geslacht omvat de volgende soorten, met de auteur en het verspreidingsgebied.
| Naam                       | Auteur                                                      | Verspreidingsgebied |
| -------------------------- | ----------------------------------------------------------- | ------------------- |
| Synophis bicolor           | Peracca, 1896                                               | Ecuador, Colombia   |
| Synophis bogerti           | Torres-Carvajal, Echevarría, Venegas, Chávez & Camper, 2015 | Ecuador             |
| Synophis calamitus         | Hillis, 1990                                                | Ecuador             |
| Synophis insulomontanus    | Torres-Carvajal, Echevarría, Venegas, Chávez & Camper, 2015 | Peru                |
| Synophis lasallei          | Maria, 1950                                                 | Ecuador, Colombia   |
| Synophis niceforomariae    | Pyron, Arteaga, Echevarría & Torres-Carvajal, 2016          | Colombia            |
| Synophis plectovertebralis | Sheil & Grant, 2001                                         | Colombia            |
| Synophis zaheri            | Pyron, Guayasamin, Peñafiel, Bustamante & Arteaga, 2015     | Ecuador             |
| Synophis zamora            | Torres-Carvajal, Echevarría, Venegas, Chávez & Camper, 2015 | Ecuador             |